# Nick Bolton
Pour les articles homonymes, voir Bolton.
(en) Statistiques sur pro-football-reference
Nicholas « Nick » Bolton (né le 10 mars 2000 à Frisco) est un joueur américain de football américain.
Depuis 2021, il évolue au poste de linebacker dans la franchise des Chiefs de Kansas City, en National Football League (NFL).